# Chaos Break
Chaos Break -Episode from "Chaos Heat" (カオスブレイク?, Kaosu Bureiku) è un videogioco survival horror con elementi da sparatutto in terza persona sviluppato da Taito e pubblicato da Taito Corporation in Giappone e da EON Digital Entertainment in Europa nel 2000 per la console PlayStation. Il 28 gennaio 2009 è stato reso disponibile su PlayStation Network ma esclusivamente in Giappone.
Si tratta del sequel del videogioco arcade Chaos Heat, uscito nel 1998.

## Trama
La storia di Chaos Break inizia con l'invasione di alcuni mostri biogenetici provenienti da un meteorite che invadono un laboratorio posto in Cile. Questa propagazione deve essere fermata ad ogni costo e così vengono inviati due agenti della task force D.E.F., una giovane donna chiamata Mitsuki ed un uomo chiamato Rick, ad uccidere gli zombie. Arrivati a destinazione, cercano anche un loro collega scomparso nel nulla da due giorni ed iniziano ad investigare sui misteri legati al laboratorio scientifico in cerca di risposte.

## Modalità di gioco
Lo stile di gioco è picchiaduro a scorrimento con tematica survival horror con degli elementi da sparatutto in terza persona, ripresi dal predecessore Chaos Heat uscito per arcade. Il gioco è ambientato in un laboratorio biochimico contaminato ed abbandonato chiamato Fluxus Biomateril Industries Lab 7, il quale è situato su un'isola lontana dal resto del mondo e priva di ogni contatto con l'esterno. I due personaggi giocabili, Mitsuki e Rick, sono degli agenti della D.E.F., ovvero una task force investigativa che viene inviata in missione per fare irruzione nella struttura e recuperare i dati delle ricerche contenuti al suo interno, oltre che trovare la causa della reazione termica anomala scaturita dall'edificio e scoprire cosa sia successo al loro collega con cui il quartiere generale ha perso ogni tipo di contatto da due giorni.
Per progredire nel corso del gioco bisognerà sconfiggere i nemici, che si riveleranno essere delle forme di vita parassitarie aliene, i quali erano precedentemente membri dello staff che hanno subito una mutazione, ed alcuni droni di sicurezza robotici che fanno da guardia al laboratorio, cercando di raccogliere i lasciapassare necessari ed i dati delle ricerche contenuti in alcuni CD. Sarà indispensabile cercare sempre nuove munizioni di riserva ed oggetti chiave che permetteranno di procedere ulteriormente invece per recuperare la salute bisognerà analizzare i cadaveri che si troveranno in giro oppure negli armadietti sparsi nei livelli. Inoltre saranno presenti anche alcuni computer, che tramite il rispettivo terminale, permetteranno di salvare i propri progressi oltre che svelare alcuni retroscena sulla storia del gioco riguardanti il lavoro svolto dai civili prima dell'inizio dell'epidemia.

## Accoglienza
| Testata              | Giudizio |
| -------------------- | -------- |
| Famitsū              | 24/40    |
| Absolute Playstation | 72/100   |
| NowGamer             | 62/100   |
| Video Games          | 60/100   |
| Mega Fun             | 11/100   |
| Quebec Gamers        | 7.4/10   |

Al momento dell'uscita, i quattro recensori della rivista Famitsū hanno dato un punteggio di 24/40. Absolute Playstation ritenne che nonostante fossero presenti numerosi difetti grafici e una trama banale, il gioco offriva un'esperienza in "stile Resident Evil" davvero divertente, con molti enigmi strabilianti, fantastici mostri boss e un sacco di bestie striscianti e sfigurate che si muovono a un ritmo fulmineo. Secondo NowGamer era improbabile che il gioco fornisse molte emozioni e sembrava anche datato rispetto ad altri grandi esponenti del medesimo genere da cui ha preso ispirazione come Resident Evil, ma era comunque in grado di fornire un quarto d'ora di divertimento senza problemi. La rivista tedesca Video Games reputò che i solo i fan sfegatati del survival horror lo avrebbero apprezzato e che l'assenza degli scenari pre-renderizzati gli faceva perdere molto stile in confronto a giochi come Dino Crisis. Un'altra testata tedesca, Mega Fun, trovò le ambientazioni molto sterili e le animazioni dei personaggi simil-comico che ricordavano più i movimenti di uno spaventapasseri che ha preso vita che di un essere umano, inoltre il motore grafico era afflitto da un gran numero di errori antiestetici, rendendo comune vedere un personaggio attraversare completamente un muro. In una recensione in retrospettiva, Bryan Lajoie del sito canadese Quebec Gamers lo vie come un clone di Resident Evil e che non aveva la stessa cura, ma rimaneva comunque un piccolo gioco molto divertente con cui passare un bel po' di tempo.